# DISCOVERY (Mr.Children專輯)
《DISCOVERY》，是日本樂團Mr.Children的第7張專輯。1999年2月3日發行。

## 簡介
Mr.Children經過一年的活動停止之後發行的原創專輯，距離前作《BOLERO》約1年11個月。收錄了《向西向東》、《無盡的旅程》和《向光映射的地方》三張單曲，其中《向光映射的地方》是專輯先行單曲。
收錄曲目中長度超過6分鐘的就有三首，是首張總時長超過一小時的專輯。
封面是黑白照片，樂團的四位成員站在一望無垠的空地，與「DISCOVERY」（探索）的主題相協調。
與前兩作《深海》和《BOLERO》那種幾近絕望將要放棄但又不願死心的主題不同；到了這張專輯，雖然大多還是深沉憂鬱的歌曲，但Mr.Children在開篇的曲目《DISCOVERY》就已經呈現出急於擺脫絕望狀態的慾望，之後一氣呵成地批判了社會種種黑暗面，將近結束一首《無盡的旅程》首尾呼應，雖然人生的旅程無盡，未來也有無限的未知，但總算有了決心；最後的《Image》畫龍點睛地體現著溫柔的堅強。
專輯總銷量181.4萬張，是1999年度日本專輯銷量第10位。

## 收錄曲目
1. DISCOVERY
2. 向光映射的地方（光の射す方へ）
3. Prism
4. Under-Shirt（アンダーシャツ）
5. 向西向東（ニシエヒガシエ）
6. Simple
7. I'll be
8. #2601
9. La La La（ラララ）
10. 無盡的旅程（終わりなき旅）
11. Image

## 外部連結
- 唱片介紹（页面存档备份，存于） Mr.Children官方網站